# Benjamin Collins Brodie (chimist)

Stema Brodie

Sir Benjamin Collins Brodie jr. (n. 5 februarie 1817, Londra, Regatul Unit al Marii Britanii și Irlandei – d. 24 noiembrie 1880, Torquay, Anglia, Regatul Unit al Marii Britanii și Irlandei) a fost un chimist englez. A fost secretar al Societății de Chimie (1850-1854) și președinte al acesteia în 1860.   